# السامري (فلم 2021)
السامري (بالإنجليزية: Samaritan) فيلم إثارة من نوع أفلام الأبطال الخارقين الأمريكي من إخراج جوليوس أفيري، وبطولة سيلفستر ستالون وجافون «أريد» والتون. كتب السيناريو براجي ف شوت. وصف الفيلم بأنه كوميديا سوداء لأفلام الأبطال الخارقين.
قررت شركة مترو جولدوين ماير إصدار الفيلم في 4 يونيو 2021.

## طاقم التمثيل
- سيلفستر ستالون: في دور ستانلي كومينسكي
- مارتن ستار: في دور آرثر
- موايسس آريس: في دور دور بيرسي سميث
- داشا بولانكو: في دور إيزابيل
- بيلو أسبيك: في دور إدوين
- جو كنزفيتش: في دور المضيف يتحدث الصدق
- اولاولو وينفونكي: في دور مايكل
- ديفيد إم ساندوفال جونيور: في دور ضابط شرطة
- رايان دينينج: في دور جوي

بالاشتراك مع:
جافون وانا والتون، جاريد أودريك، مايكل آرون ميليغان، ناتاشا كرم، رحيم رايلي، الزي ويليامز.

## ملخص أحداث الفيلم
يكتشف صبي صغير أن بطلًا خارقًا يُعتقد أنه فُقد بعد معركة ملحمية قبل عشرين عامًا ربما لا يزال موجودًا في الواقع.

## الإنتاج
قدم كاتب السيناريو براجي ف شوت روايته «السامري» لشركة مترو جولدوين ماير في فبراير 2019، وتم الاتفاق على إنتاجها بمشاركة الشركة التي اسسها النجم سيلفستر ستالون والمعروفة باسم «بالبوا للإنتاج Balboa Productions». انضم المخرج جوليوس أفيري في سبتمبر 2019، وفي فبراير 2019، تم الإعلان عن انضمام سيلفستر ستالون لدور البطولة، بالإضافة إلى دوره كمنتج. انضم مارتن ستار أيضا في فبراير 2020، وكذلك مويسيس أرياس، وداشا بولانكو، وبيلو أسبيك، وجافون وانا والتون، وجاريد أودريك، ومايكل آرون ميليغان إلى فريق التمثيل في الأدوار الداعمة، وفي مارس 2020 انضمت ناتاشا كرم إلى طاقم الفيلم.

## التصوير
تقرر في سبتمبر 2019، أن يبدأ التصوير في 2020 في أتلانتا، وتأكد انه يمكن بدء التصوير بحلول 26 فبراير 2020، ولكن في 14 مارس، توقف الإنتاج بسبب تفشي جائحة كوفيد 19، واستأنف التصوير 8 أكتوبر 2020.

## روابط خارجية
- السامري على موقع IMDb (الإنجليزية)
- السامري على موقع ميتاكريتيك (الإنجليزية)
- السامري على موقع روتن توميتوز (الإنجليزية)
- السامري على موقع ألو سيني (الفرنسية)
- السامري على موقع فيلمافينيتي (الإسبانية)
- السامري على موقع قاعدة بيانات الفيلم (الإنجليزية)
- السامري على موقع ليتربوكسد (الإنجليزية)
- السامري على موقع كينوبويسك (الروسية)